# Uncaria sessilifructus
Uncaria sessilifructus är en måreväxtart som beskrevs av William Roxburgh. Uncaria sessilifructus ingår i släktet Uncaria och familjen måreväxter. Inga underarter finns listade i Catalogue of Life.